# Autoveicolo

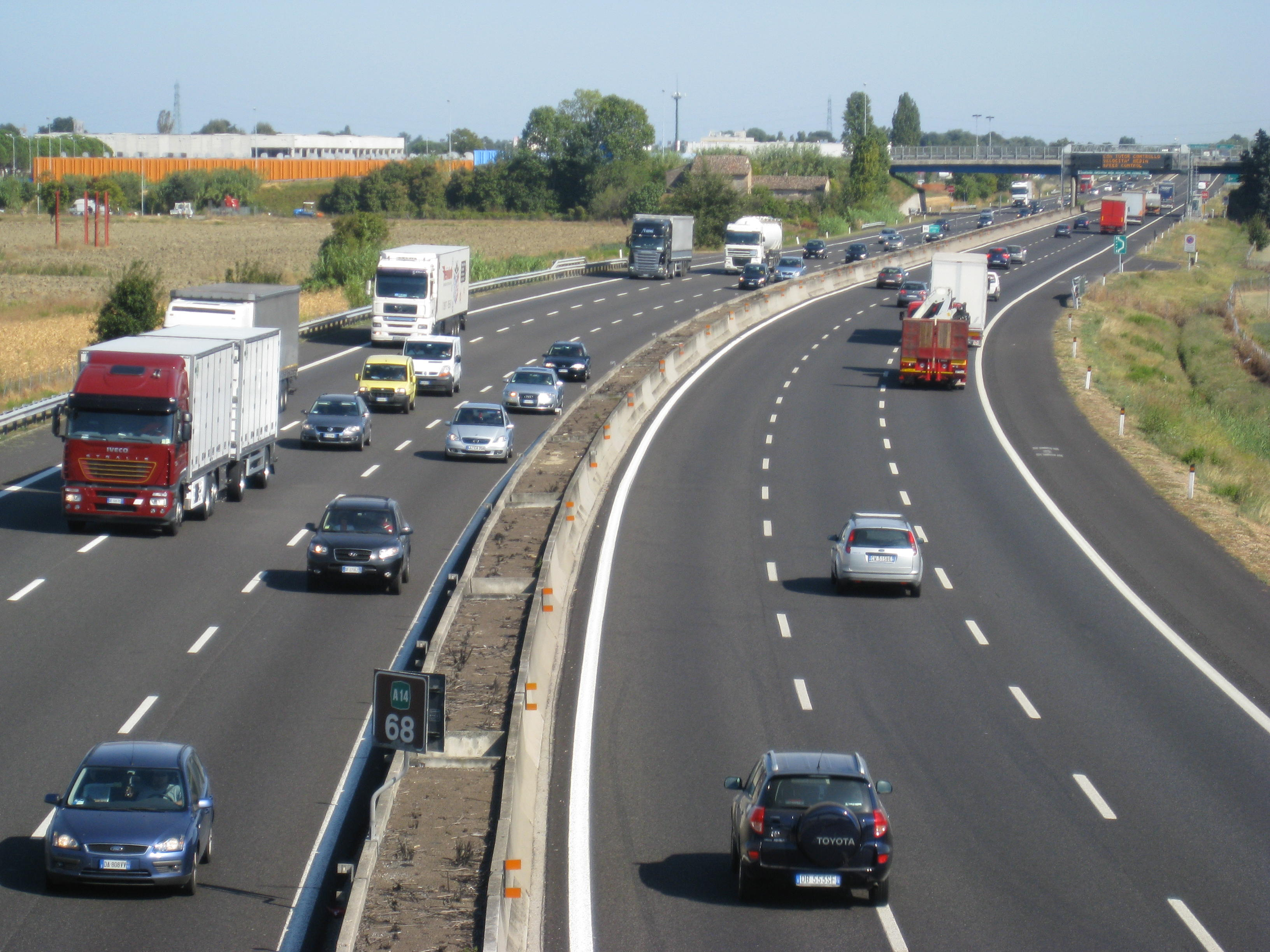
Un'autostrada, con autoveicoli circolanti.

Simbolo dell'autoveicolo nel segnale di divieto.

Per autoveicolo, più raramente automezzo, si intende la classificazione generica dei veicoli a motore aventi almeno quattro ruote e che siano destinati al trasporto di persone o di merci su strada o su terreni di vario genere senza vincolo di rotaia.
Si noti che il termine autoveicolo in passato veniva utilizzato come sinonimo di veicolo a motore e quindi era corretto classificare come autoveicoli dei mezzi come i motocicli o i sidecar che oggi rientrerebbero nella categoria dei motoveicoli.

## Storia
La costruzione a carattere industriale degli autoveicoli, risale agli anni tra la fine del XIX e l'inizio del XX secolo, quando il motore a benzina cominciò a funzionare con una discreta regolarità. In quel periodo, infatti, nacquero ad esempio alcuni costruttori ancora oggi esistenti come Peugeot (1890), Renault (1898), FIAT (1899), Mercedes-Benz (1900), Ford (1903) e Lancia (1906).
Per la realizzazione del motore a benzina furono molto importanti le esperienze di Felice Matteucci e Nicolò Barsanti. Per i motori con ciclo a quattro tempi, invece, si dimostrarono fondamentali i lavori di Alphonse Eugène Beau de Rochas (l'inventore), Nikolaus August Otto ed Eugen Langen. Ma il primo prototipo al mondo di veicolo con motore a scoppio alimentato a benzina, fu presentato da Enrico Bernardi nel 1884 all'Esposizione internazionale di Torino, aggiudicandosi il primo premio (la medaglia d'argento) all'EXPO.
Il cammino verso l'autoveicolo ricevette un primo impulso determinante, grazie a un tipo di motore brevettato nel 1885 da Gottlieb W. Daimler e Carl F. Benz, indipendentemente l'uno dall'altro. E la prima vettura interamente italiana con motore a benzina, può essere considerata quella a tre ruote ideata nel 1894 da E. Bernardi, e costruita nella azienda "Miari & Giusti" di Padova, fondata nello stesso anno.

## Componenti principali
Caratterizzato da propulsione autonoma, l'autoveicolo ha di solito lo scopo di trasportare su strada persone e cose, in misura diversa a seconda della categoria di appartenenza. D'altra parte, però, esso può anche non essere predisposto per il trasporto: è il caso di alcuni autoveicoli per uso speciale, il cui utilizzo è determinato dalle attrezzature o apparecchiature permanentemente installate.
Le parti fondamentali dell'autoveicolo sono:
- abitacolo con sedili, cruscotto, volante, leva cambio, parabrezza anteriore, vetri laterali anteriori e/o posteriori e lunotto posteriore presenti in tutti gli autoveicoli moderni.
- telaio o la scocca portante:
è la parte destinata ad assorbire le sollecitazioni generate dal peso permanente del veicolo (determinato dalla tara), dalla portata, dalla velocità, dalle accelerazioni o decelerazioni, dalla pendenza e dalle asperità della strada. Negli autoveicoli industriali, in genere, il telaio è costituito da una coppia di longheroni: ciò favorisce il montaggio di vari tipi di carrozzerie (furgoni, cassoni, betoniere, cisterne etc.), capaci di soddisfare diverse necessità lavorative. Nelle autovetture, invece, spesso la struttura portante è costituita dall'intera carrozzeria (fanno eccezione alcuni fuoristrada);
- motore:
è l'organo che permette di rendere autonomo l'avanzamento del mezzo. I motori possono essere classificati in vari modi, in base all'aspetto costruttivo preso come riferimento (benzina, diesel, Flex, ciclo di funzionamento etc.);
- sistema di trasmissione del movimento del motore all'avanzamento del veicolo:
cioè l'albero motore, la frizione, il cambio di velocità, i giunti, la coppia conica, il differenziale, ed infine le ruote che supportano il movimento dell'auto dotate di pneumatici;
- sterzo:
orienta le ruote direttrici e quindi permette di modificare la direzione di marcia;
- sospensioni:
la loro funzione è quella di smorzare (assieme agli pneumatici) gli urti e le oscillazioni durante la circolazione stradale, limitandone così la propagazione ai passeggeri e ai beni trasportati;
- ruote con pneumatici con funzionalità di rotolamento e aderenza al terreno;
- impianto frenante:
i freni diminuiscono o annullano la velocità dell'autoveicolo, oppure lo mantengono immobile;
- impianto di accensione (batteria e candele) per l'accensione del motore, alternatore (in passato la dinamo) per la ricarica della batteria e per l'alimentazione dell'impianto a motore avviato;
- sistema di avviamento del motore;
- sistema di alimentazione (serbatoio, pompa di benzina e aria, filtro dell'aria, carburatore, valvole di iniezione, acceleratore);
- sistema di distribuzione del motore;
- sistema di lubrificazione (olio motore e relativo filtro) del motore;
- sistema di raffreddamento (ventola, liquido refrigerante e relativo circuito) del motore;
- sistema di scarico del motore;
- impianto elettrico:
 che include l'impianto di accensione e l'impianto di illuminazione ovvero luci, fari, frecce e relativi collegamenti con fili elettrici; da esso dipende il funzionamento diretto di alcuni motori, ma anche quello dei dispositivi di illuminazione, di segnalazione visiva e acustica e di altri servizi ausiliari.
- sistemi elettronici di controllo e supporto della vettura tramite centralina elettronica (ad es. ESP, ABS, CTS, EBD, SRS, non sempre presenti)
- sistema di climatizzazione, ormai sempre più diffuso.

## La massa
Nella tecnica automobilistica, la tara è la massa minima (permanente) che caratterizza l'autoveicolo, mentre la massa complessiva a pieno carico è quella massima raggiungibile.
Le direttive europee, in base alle quali vengono omologati gli autoveicoli, includono nella tara anche il conducente, il carburante, la ruota di scorta, i lubrificanti e il liquido di raffreddamento. In sostanza, l'autoveicolo è considerato in "ordine di marcia", cioè pronto per partire.
La massa complessiva, invece, viene stabilita dal costruttore e confermata in sede di collaudo. Questo valore è annotato nel campo F.2 della carta di circolazione (all'interno del secondo riquadro).
La differenza fra la massa complessiva e la tara individua la portata, cioè la massa massima di persone e cose trasportabili con l'autoveicolo. A parte la massa complessiva, non sempre i dati riportati sulla carta di circolazione permettono di ricavare con sicurezza la portata reale del mezzo. Per determinarla, pertanto, di solito conviene pesare l'autoveicolo a vuoto (senza carico) e sottrarre il valore ottenuto dalla massa complessiva.
Durante la circolazione stradale il carico e le persone devono essere sistemati nella maniera più corretta, in base alle caratteristiche costruttive dell'autoveicolo e alle disposizioni dettate dal Codice della strada.
Ogni veicolo riporta sull'omologazione dei dati significativi e caratteristici del veicolo: i pesi massimi ammessi per ogni asse. Questi valori hanno una importanza fondamentale nella fase progettuale dell'allestimento e nella fase di verifica al momento del collaudo in unico esemplare del veicolo.

### Il calcolo del peso massimo per asse
Ipotizziamo di dover allestire un veicolo a 2 assi, con massa complessiva di 18 000 kg e pesi massimi ammessi (dati da omologazione) pari a 7 500 kg sul 1º asse e 12 000 kg sul 2º asse. Intendiamo abbinare una gru idraulica dietro alla cabina ed un cassone fisso. Semplifichiamo lo schema ipotizzando il veicolo come una trave su due appoggi posti ad una distanza pari al passo p (distanza tra 1º e 2º asse); applichiamo delle forze in corrispondenza del 1º e del 2º appoggio; queste forze sono rispettivamente il peso (riportato sull'omologazione) del veicolo sul 1º asse e sul 2º asse (T1, T2). La somma dovrà essere pari alla tara totale del veicolo a telaio. Applichiamo una gru posta dietro alla cabina di guida; questa avrà una tara, Tg, ed un baricentro delle masse ben definiti. Applichiamo pertanto una forza verso il basso (Tg) sulla trave pari alla tara della gru e ad una distanza pari a quella tra il baricentro di questa ed il primo asse (xg). Ora applichiamo il cassone che fisicamente inizierà appena dopo la gru (distanza tra 1º asse ed inizio cassone, detta xd), e terminerà sullo sbalzo posteriore del veicolo (detta z distanza tra il 2º asse e la fine del cassone). Il cassone figurerà sul nostro schema come un carico distribuito (un carico cioè continuo ed uniforme di intensità q lungo la trave), avente lunghezza pari alla lunghezza fisica del cassone W, e baricentro posto sulla metà della lunghezza W/2. Il baricentro rispetto al 1º asse (che utilizzeremo come fulcro) sarà ad una distanza (xw) pari alla somma di (xd + W/2). Il carico distribuito q avrà un valore pari alla seguente relazione: q = Massa totale − (T1 + T2 + Tg).
Lo schema delle forze è pertanto completo e composto dalla tara del veicolo nei 2 assi, dalla tara della gru e dalla portata sul cassone (per ora non interessa sapere il peso x metro della carpenteria del cassone). Ponendo pertanto il fulcro sul 1º asse e risolvendo lo schema di forze con il metodo dell'equilibrio delle forze e dei momenti, si ottengono 2 reazioni sui 2 appoggi; questi valori devono essere inferiori ai pesi massimi ammessi.
- Esempio pratico riprendendo i dati iniziali:
  - Veicolo 2 assi p = 3 800 mm, Mtot = 18000 kg, Pmax 1º = 7 500 kg, Pmax 2º = 12 000, Tara sugli assi T1 = 4 100 kg, T2 = 3 200 kg
  - Gru con peso di 1 500 kg e baricentro a 700 mm dal 1º asse
  - Cassone con lunghezza pari a 4 800 mm, ed inizio pari a 1 000 mm dal primo asse. Pertanto baricentro del cassone (ed anche della portata residua) posto a: 1 000 + (4 800/2) = 3 400 mm

Si determina il valore di forza da applicare al cassone + portata residua = 18 000 − (4100 + 3200 + 1500) = 9 200 kg.
Applicando e risolvendo lo schema di forze composto dalla forza della gru (1 500 kg a 700 mm dal 1º asse), dalla portata residua + cassone (9 200 kg a 3 400 mm dal 1º asse) e le tare di 4 100 kg sul 1º e 3200 kg sul 2º il risultato è pari a 6 292 < 7 500 kg sul 1º asse e 11 708 < 12 000 kg sul 2º asse. Sono stati rispettati i pesi massimi ammessi, pertanto il veicolo è stato correttamente progettato.
Questo ci fa capire che, se avessimo scelto una gru troppo pesante avremmo corso il rischio di rendere troppo pesante il 1º asse. Un cassone troppo corto avrebbe avuto lo stesso effetto. Un cassone troppo lungo con una gru troppo leggera avrebbe probabilmente appesantito eccessivamente il 2º asse. È da notare che questa è la verifica del veicolo a pieno carico.
Il veicolo può essere fuori norma anche a vuoto, ripartendo pertanto sugli assi tutte le tare (tare assi, gru, cassone) meno la portata residua. Un esempio è di un veicolo con una gru troppo pesante dietro alla cabina ed un cassone estremamente lungo con baricentro di carico detto negativo (quando la metà esatta del cassone si trova dietro il 2º asse; il baricentro positivo è quando questo si trova tra gli assi; baricentro neutro quando è perfettamente in corrispondenza del 2º asse). Nel caso di baricentro negativo e gru eccessivamente pesante il veicolo può sforare il peso massimo ammesso a vuoto, mentre a carico, grazie alla ripartizione della portata che ha l'effetto di alleggerire il 1º asse, risulta rientrare nel limite. Per tali considerazioni, all'atto del progetto ed all'atto della stesura della relazione tecnica per il collaudo in unico esemplare attraverso la motorizzazione, il veicolo deve rispettare i pesi massimi ammessi a vuoto ed a pieno carico (oltre ad altri parametri quali rapporti minimi a carico ed a vuoto, verifica del telaio, verifica dei contro telai applicati, verifica di tutti gli organi soggetti a sollecitazioni, verifica della sagoma, verifica dei segnalatori luminosi, verifica dei paracicli e della barra paraincastro ed altre verifiche).

## Obblighi per la circolazione
Ogni veicolo, per essere considerato idoneo alla circolazione stradale, deve essere sottoposto a visita e prova dal Dipartimento dei Trasporti Terrestri o da un Servizio Tecnico designato da una Autorità dell'Unione europea (come Tüv, Dekra, Luxcontrol, ATS, etc.).
Con l'espressione "visita e prova" s'intende un insieme di controlli tecnici e documentali che l'autorità o l'organo competente deve svolgere per garantire la pubblica sicurezza quando il veicolo viene utilizzato.
Questi controlli possono essere effettuati
- per un'omologazione
- per un collaudo in unico esemplare
- per una revisione.

L'omologazione permette alla casa costruttrice di realizzare una serie di autoveicoli identici al prototipo provato. Ciascuno degli esemplari prodotti potrà essere immatricolato direttamente con i documenti forniti dalla fabbrica.
Il collaudo in unico esemplare comporta dei controlli che, pur essendo rigorosi, normalmente non sono articolati come nell'omologazione. Si ricorre a questa procedura, di solito, quando non c'è l'esigenza di produrre in serie degli esemplari identici. Molti autoveicoli industriali e commerciali da lavoro (allestiti con cassoni, furgoni e apparecchiature come gru caricatrici o sponde montacarichi) hanno dovuto sostenere un collaudo di questo tipo, per essere dichiarati idonei alla circolazione.
Con la revisione, infine, viene periodicamente verificato che l'autoveicolo conservi ancora tutti i requisiti per l'idoneità alla circolazione, stabiliti in precedenza tramite omologazione o collaudo in unico esemplare. Si tratta di una procedura applicabile solo ad autoveicoli non modificati e già circolanti. Attualmente, la revisione può essere effettuata sia nelle sedi periferiche del Dipartimento dei Trasporti Terrestri, sia nei centri privati di revisione, per veicoli di massa massima ammessa fino a 3,5 t o max 16 posti.

## Classificazione normativa
La definizione precisa di quali veicoli possano essere considerati autoveicoli può variare lievemente nelle diverse legislazioni nazionale; tuttavia la Convenzione di Vienna sul traffico stradale fornisce la seguente definizione di autoveicolo:
(Cap. 1, art. 1, comma p "Convenzione internazionale sulla circolazione stradale di Vienna del 1968")
Si noti che, nonostante la definizione fornita nel testo della Convenzione, sono comunque possibili lievi differenze nella classificazione dei veicoli anche tra gli stati firmatari: ad esempio secondo il codice della strada italiano i filoveicoli non sono considerati autoveicoli.

### Italia
Secondo l'articolo 54 del Codice della strada sono classificati come i autoveicoli i veicoli a motore aventi almeno quattro ruote che non siano classificati come motoveicoli. Sono suddivisi nelle seguenti categorie:
- autovettura
- autobus
- autocarro
- trattore stradale
- autoveicolo per trasporto specifico
- autoveicolo per uso speciale
- autotreno
- autoarticolato
- autosnodato
- autocaravan
- mezzo d'opera.

Nell'articolo 203 del Regolamento, invece, viene fornita una lista più dettagliata di autoveicoli per trasporto specifico e autoveicoli per uso speciale.

### Svizzera
Secondo la legislazione svizzera sono considerati autoveicoli le seguenti categorie di veicoli:
- veicoli a motore con almeno quattro ruote (con l'eccezione dei quadricicli, dei quadricicli leggere e dei carri a mano provvisti di motore),
- veicoli a tre ruote aventi peso superiore a quello necessario per essere considerati come tricicli (ovvero 1 t),
- veicoli cingolati che non sono considerati slitte a motore, quadricicli leggeri a motore, quadricicli a motore o carri a mano provvisti di motore.

Sono suddivisi in autoveicoli di trasporto (ovvero quelli destinati al trasporti di persone o di cose, anche tramite rimorchio) e in autoveicoli da lavoro (ovvero quelli destinati al compimento di lavori, come ad esempio la rimozione della neve o le operazioni di trebbiatura).
Gli autoveicoli di trasporto vengono classificati come:
- automobili: veicoli per il trasporto di persone con un massimo di nove posti a sedere e con massa massima fino a 3,5 t
- automobili pesanti:  veicoli per il trasporto di persone con un massimo di nove posti a sedere e con massa massima oltre le 3,5 t
- furgoncini: veicoli per il trasporto di persone con oltre nove posti a sedere e con massa massima fino a 3,5 t
- autobus: veicoli per il trasporto di persone con oltre nove posti a sedere e con massa massima oltre le 3,5 t
- autofurgoni: veicoli per il trasporto di cose con massa massima fino a 3,5 t che sono dotati di sedili ribaltabili per il trasporto occasionale e non professionale di persone (a patto che il numero di posti a sedere non sia superiore a nove)
- autocarri: veicoli per il trasporto di cose con massa massima oltre le 3,5 t
- carri con motore: veicoli non adibiti al trasporto di persone aventi velocità massima per costruzione di 30 km/h
- trattori: veicoli destinati al traino di rimorchi e all'uso di attrezzi interscamiabili
- trattori a sella: veicoli destinati al carico di semirimorchi (il complesso del trattore a sella più semirimorchio prende il nome di autoarticolato)
- autosnodati: autobus costituito da due elementi raccordati stabilmente da un dispositivo flessibile
- filobus: autobus che prendono l'energia elettrica tramite una linea aerea senza essere vincolati ad un binario

Gli autoveicoli di lavoro vengono classificati come:
- macchine semoventi: veicoli aventi velocità massima per costruzione superiore a 30 km/h
- carri di lavoro: veicoli aventi velocità massima per costruzione di 30 km/h

Esempi di veicoli di lavoro (o comunque di veicoli parificati ai veicoli di lavoro) sono i veicoli antincendio, i veicoli muniti di benna e i veicoli in grado di accogliere temporaneamente e trattare i materiali.

### Unione Europea
Secondo la classificazione utilizzata dall'Unione Europea, che si basa sulla classificazione della Commissione economica per l'Europa delle Nazioni Unite, gli autoveicoli appartengono alla classe M (veicoli per il trasporto di persone) e alla classe N (veicoli per il trasporto di cose). In particolare, a seconda del numero di posti e della massa totale, si ha l'ulteriore seguente classificazione:
- classe M1: veicoli per il trasporto di persone aventi al massimo nove posti a sedere (compreso il conducente)
- classe M2: veicoli per il trasporto di persone aventi oltre nove posti a sedere e con massa totale fino a 5 t
- classe M3: veicoli per il trasporto di persone aventi oltre nove posti a sedere e con massa totale oltre 5 t
- classe N1: veicoli per il trasporto di merci con massa totale fino a 3,5 t
- classe N2: veicoli per il trasporto di merci con massa totale oltre le 3,5 t e fino a 12 t
- classe N3: veicoli per il trasporto di merci con massa totale oltre le 12 t

## Dati sulla produzione mondiale
| I maggiori produttori di veicoli nel 2019 | I maggiori produttori di veicoli nel 2019 |
| Paese                                     | Produzione (Milioni di unità)             |
| ----------------------------------------- | ----------------------------------------- |
| Cina                                      | 25,73                                     |
| Stati Uniti                               | 10,88                                     |
| Giappone                                  | 9,68                                      |
| Germania                                  | 4,66                                      |
| India                                     | 4,51                                      |
| Messico                                   | 3,98                                      |
| Corea del Sud                             | 3,95                                      |
| Brasile                                   | 2,94                                      |
| Spagna                                    | 2,82                                      |
| Francia                                   | 2,20                                      |
| Thailandia                                | 2,01                                      |
| Canada                                    | 1,91                                      |
| Russia                                    | 1,71                                      |
| Turchia                                   | 1,46                                      |
| Rep. Ceca                                 | 1,43                                      |
| Regno Unito                               | 1,38                                      |
| Indonesia                                 | 1,28                                      |
| Slovacchia                                | 1,10                                      |
| Italia                                    | 0,91                                      |
| Iran                                      | 0,82                                      |